# 鬼戦車T-34
『鬼戦車T-34』（おにせんしゃT-34、原題：Жаворонок（ヒバリの意））は、1965年制作のソビエト連邦の戦争映画。第二次世界大戦中の実話を基にした映画。第18回カンヌ国際映画祭コンペティション部門出品。

## あらすじ
第二次世界大戦中の1942年、ドイツ東部にあるナチスの捕虜収容所では、捕らえられていた連合軍の捕虜たちが新型砲弾の射撃訓練の標的にされていた。それは、砲弾の入っていない戦車T-34に捕虜たちを乗せて一斉砲撃するというものであった。
ある日、捕虜となっていたソ連軍の戦車操縦士のイワンは、ピョートル、アリョーシャ、フランス兵と共に次なる標的に選ばれる。だが彼らは砲撃を見事にかわし、煙を出してやられたふりをして、戦車T-34を操縦して脱走する。
彼らの乗った戦車T-34は一路東へ向けてひた走るが、ドイツ軍側は追手を差し向け、彼らは次第に追い詰められていく。

## キャスト
- イワン：ヴャチェスラフ・グレンコフ
- ピョートル：ゲンナジー・ユフチン
- アリョーシャ：ワレリー・ポゴレリツェフ
- フランス兵：ヴァレンチン・スクルメ

## 関連作品
- T-34 レジェンド・オブ・ウォー - 同じ伝承を題材にしていて内容に類似する部分が多いが、リメイクというわけではない。